# Harmonia do Samba

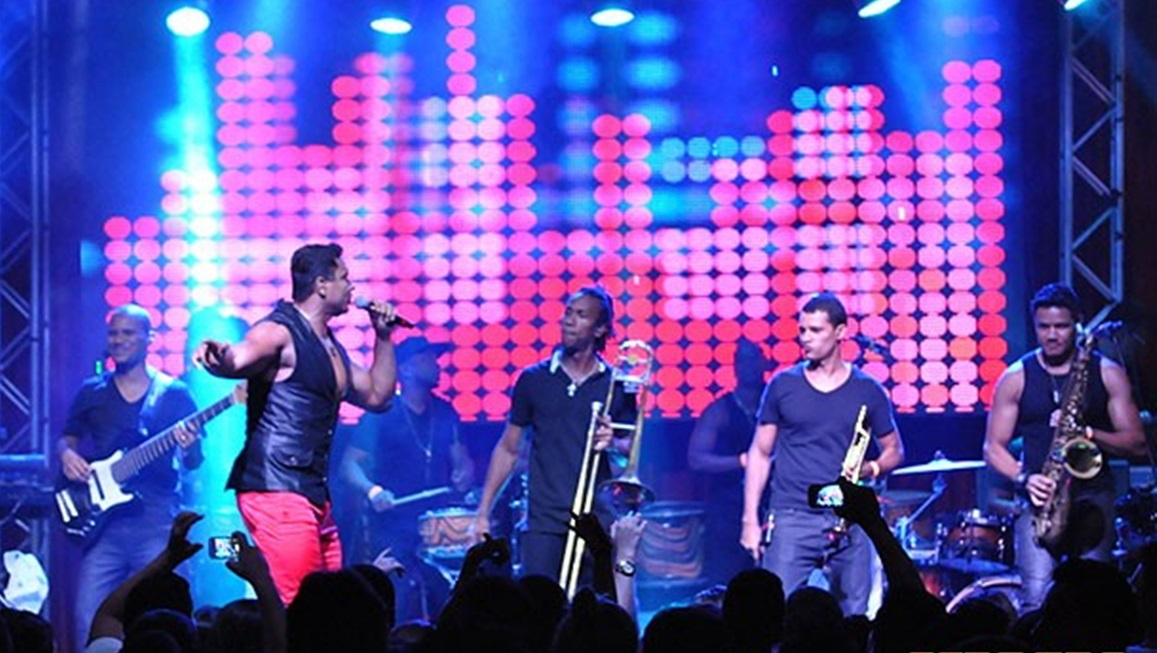
Harmonia do Samba, Livekonzert in Brasília im Jahr 2014.

Harmonia do Samba ist eine brasilianische Pagode-Gruppe aus Salvador da Bahia.

## Werdegang
Harmonia do Samba wurde Anfang der 1990er Jahre von Roque Cezar und Bimba gegründet. Beeinflusst wurden die jungen Musiker von Fundo de Quintal, Almir Guineto etc.
1998 wurde Xandyy Sänger und Tänzer der Band. Xandyy (12. Juni 1979 in Salvador da Bahia), eigentlich Manuel Alexandre Oliveira da Silva, wurde später ein bekannter Solokünstler.
Bekannt wurde Harmonia do Samba mit Hits wie „Nova Dança“, „Menina Quebra“, „Vem Neném“, „Elevador“ und „Uva“. Harmonia do Samba vermischte verschiedene Musikstile von Bands wie Gera Samba, Bom Balanço oder Patrulha do Samba. Insbesondere mit dem romantischen Song „Vem Neném“ wurde Xandyy Publikumsliebling der weiblichen Fans. Das erste Album verkaufte sich bereits 750.000 Mal und die Band wurde zu einem nationalen Phänomen. Es folgten weitere Hits wie „Rebolado“, „Nova Dança“, „Desafio“, „Meus sentimentos“, „Overdose de Carinho“, „Tira a mão do bolso“, „Peneira“, „Destrambelhada“, „Mata papai“, „Ficou de Mal“, „Deslizando“, „Quebra e Samba“, „Batifun“, „Samba Merengue“, „Comando“ und „Selo de Qualidade“. Der Karnevalsblock von Harmonia do Samba ist „Meu e Seu“.

## Besetzung
- Xanddy (Gesang)
- Deco (Cavaco[3])
- Durval Oliveira (Keyboard)
- Mestre Bimba (Bass)
- Roque César (Schlagzeug)
- Martin Santes (Perkussion)
- Jackson Oliveira (Perkussion)
- Marcinho Gomes (Perkussion)
- Eduane Rudhá (Perkussion)
- Luciano Castilho (Perkussion, Gitarre)
- Boca (Trompete)
- Kleiton Alves (Posaune)
- Iadson (Saxofon)

## Diskografie
- Harmonia Do Samba (1999)
- O Rodo (2000)
- A Casa Do Harmonia (2001)
- Pé No Chão (2002)
- Meu E Seu (2003)
- Da Capelinha para o Mundo (2004)
- Harmonia Do Samba Ao Vivo (2005)
- Esse Som Vai Te Levar (2007)
- Esse Som Vai Te Levar Ao Vivo (2008)
- Harmonia Romântico: Ao Vivo (2009)
- Só pra Dançar (2010)
- Harmonia do Samba Selo de Qualidade: Ao Vivo (2011)